# Forces Armades de São Tomé i Príncipe
Les Forces Armed de São Tomé i Príncipe (FASTP) són les forces armades de l'estat insular de São Tomé i Príncipe, lluny de la costa d'Àfrica Occidental.
Les FASTP són un exèrcit petit, consistent en quatre branques: Exército, Guarda Costeira, Guarda Presidencial, i Guàrdia Nacional. En l'any fiscal 2005 la despesa militar fou de $581,729, al voltant del 0,8% del producte interior brut de São Tomé i Príncipe.
Una estimació de 2004 va calcular la disponibilitat de mà d'obra militar (homes entre 15-49) en 38.347, amb una estimació d'"aptes per al servei militar" de 20,188.

## Capacitats
L'exèrcit de São Tomé i Príncipe és una força petita, gairebé sense recursos a la seva disposició i seria totalment ineficaç operant de manera unilateral. L'equipament d'infanteria és considerat fàcil d'operar i mantenir però cal reconstruir-lo o substituir-lo després de 25 anys en climes tropicals. La mala paga, les condicions de treball, i el presumpte nepotisme en l'ascens dels oficials ha donat problemes en el passat, com es reflecteix en els cops d'Estat de 1995 i 2003.
Aquestes qüestions han estat abordades amb ajuda exterior per millorar l'exèrcit i el seu enfocament als problemes reals de seguretat. El comandament l'exerceix el president, a través del ministre de Defensa, com a Cap de l'Estat Major de les Forces Armades (2005).

## Equipament
Armes
- Uzi[2]
- Heckler & Koch MP5
- Subfusells PPS
- Carabines SKS[3]
- AK-47
- AKM
- Metralladora PK
- Rheinmetall MG3

Artilleria antiaèria
- ZPU-2
- ZPU-4
- ZU-23

Armes antitanc
- RPG-7
- SPG-9
- B-10 recoilless rifle

Vehicles blindats
- BRDM-1
- BRDM-2
- BTR-60[4]

Vehicles utilitaris
- Unimog[5]
- Daihatsu Delta[6]
- Toyota Land Cruiser
- Land Rover Defender

Altres
- Camuflatge DPM

## Guàrdia Costera
- Boat Wilson Sons SY LAEP 10 Águia[7][8]
- 42-foot Archangel-Class Fast Response Boat[9]
- 27-foot Boston Whaler Challenger (8.2 m) inshore patrol vessel[10]
- Zodiac Hurricane Rigid Hull Inflatable Boats